# ژیان‌مرغک چوکو
ژیان‌مرغک چوکو (نام علمی: Zimmerius albigularis) نام یک گونه از خانواده ژیان‌مرغ است.